# كأس المكسيك 1951–52
كأس المكسيك 1951–52 (بالإسبانية: Copa México 1951-52)‏ هو الموسم 36 من كأس المكسيك. أشرف على تنظيمه اتحاد المكسيك لكرة القدم، وكان عدد الأندية المشاركة فيه 12، وفاز فيه أتلانتي إف سي.